# الیا

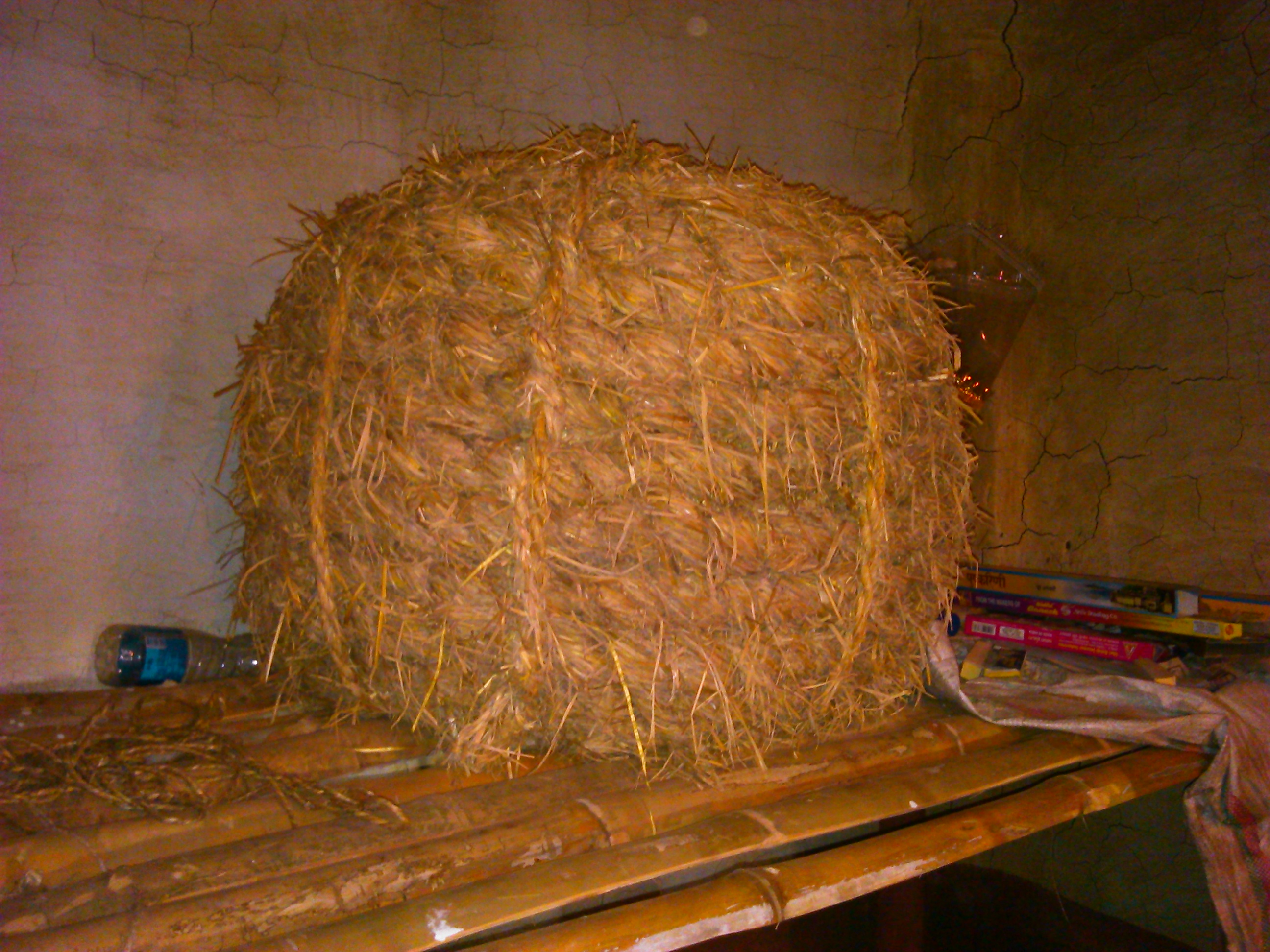
الیایی که در جشنواره قبیله Bhubaneswar به نمایش گذاشته شده است

اولیا (اودیا: ଓଳିଆ) یک ظرف بسته است که از نی یا بامبو ساخته می شود .  به طور سنتی از الیا برای ذخیره برنج و ذرت استفاده می کنند.  از آن در مناطق قبیله ای اودیشا و سایر ایالات هند استفاده می شود.   در درجه اول از آن برای حفظ دانه ها استفاده می کنند. 

## نحوه ساخت

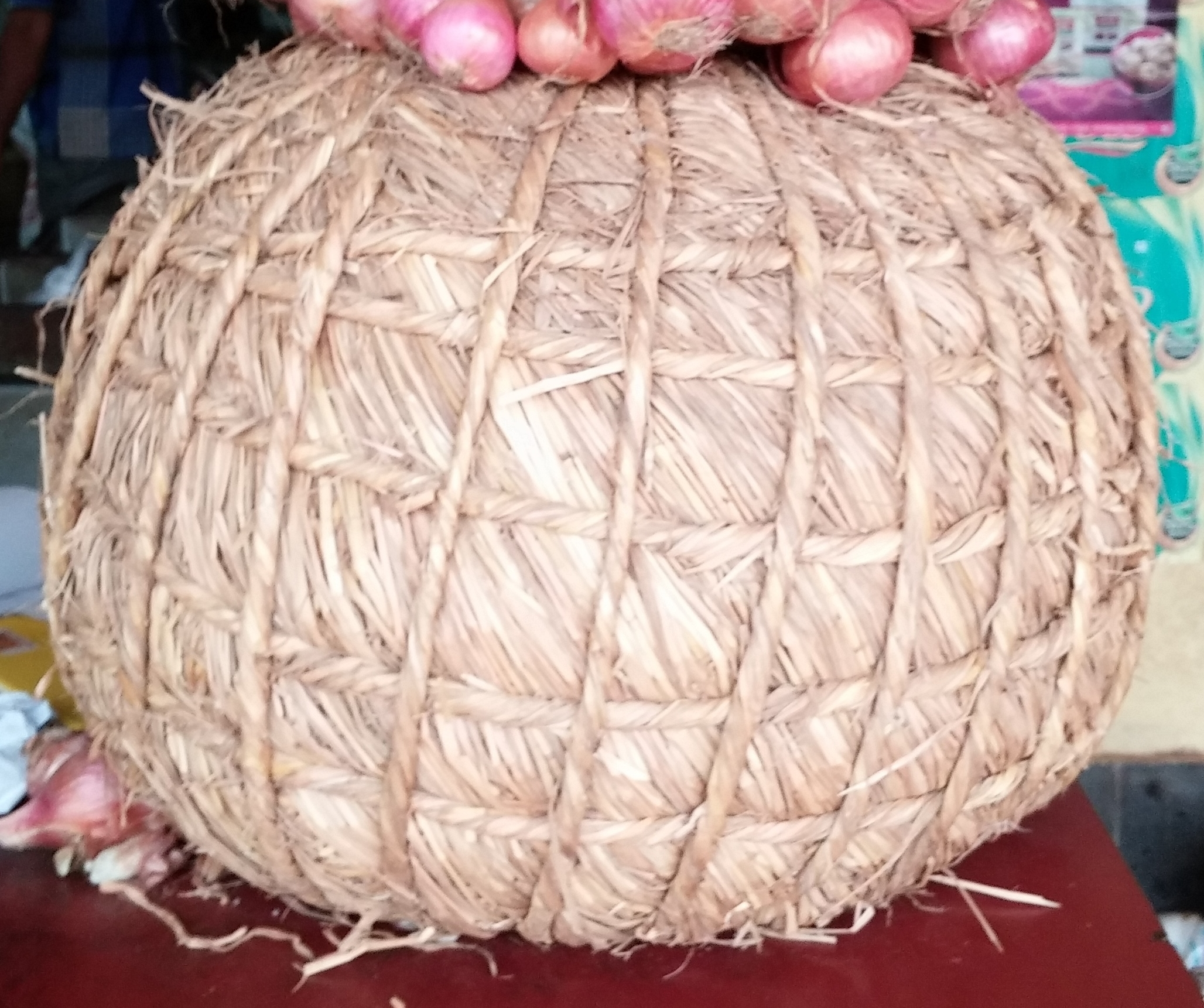
اولیایی در کارناتاکا که از علف ساخته شده است

طناب های اولیه توسط نی ساخته می شوند. طناب ها به گونه ای محکم شده اند که به صورت گرد به نظر می رسند و مورا نام دارند. بستن یک مورا در بالای دیگری یک ظرف گرد را می سازد.